# 王文清 (明朝)
王文清（？—？），字正卿，號浣陽、又号浣瓈，山西汾州府永宁州人。

## 生平
万历四十年（1615年）壬子科山西乡试第八名举人，四十七年（1619年）己未科進士，吏部觀政，初授河南唐县知县，以才堪治剧，天啓二年（1622年）调繁陕西咸宁县知县，任数月，唐县人思念他的德政，请求保留原职，遂復任唐县。天啓四年本省同考，五年考察，補容城县知县，本年升南刑部主事，六年升郎中，崇祯三年（1630年）升任陕西巩昌府知府，四年革职。後累官至都察院右副都御史、巡抚遵化等处，清介端方，朝野倚重，致仕归。文气灏瀚，不立崖岸，诗法苍老，仿佛元、白，兵僰之后，著述且烬，仅于古迹镌珉中录其記咏一二，载入艺文中，有《文昌帝君服饰記》、《灵济祠寝室記》、《登云凤山》等诗。

## 家族
曾祖王希仁。祖父王云，廪生。父王惟幾，廪生。